# Våmhus
För andra betydelser, se Våmhus (olika betydelser).
Våmhus är en tätort i Mora kommun samt kyrkort i Våmhus socken. Våmhus ligger vid Orsasjöns nordvästra strand.

## Befolkningsutveckling
| Befolkningsutvecklingen i Våmhus 1960–2020 | Befolkningsutvecklingen i Våmhus 1960–2020 | Befolkningsutvecklingen i Våmhus 1960–2020 | Befolkningsutvecklingen i Våmhus 1960–2020 | Befolkningsutvecklingen i Våmhus 1960–2020 |
| ------------------------------------------ | ------------------------------------------ | ------------------------------------------ | ------------------------------------------ | ------------------------------------------ |
|                                            |                                            |                                            |                                            |                                            |
| År                                         |                                            |                                            | Folkmängd                                  | Areal (ha)                                 |
| 1960                                       | 1960                                       |                                            | 484                                        |                                            |
| 1965                                       | 1965                                       |                                            | 718                                        |                                            |
| 1970                                       | 1970                                       |                                            | 792                                        |                                            |
| 1975                                       | 1975                                       |                                            | 681                                        |                                            |
| 1980                                       | 1980                                       |                                            | 842                                        |                                            |
| 1990                                       | 1990                                       |                                            | 844                                        | 168                                        |
| 1995                                       | 1995                                       |                                            | 930                                        | 172                                        |
| 2000                                       | 2000                                       |                                            | 886                                        | 172                                        |
| 2005                                       | 2005                                       |                                            | 880                                        | 175                                        |
| 2010                                       | 2010                                       |                                            | 857                                        | 174                                        |
| 2015                                       | 2015                                       |                                            | 831                                        | 234                                        |
| 2020                                       | 2020                                       |                                            | 815                                        | 229                                        |
| Anm.: Sammanvuxen med Kumbelnäs 1965       |                                            |                                            |                                            |                                            |

## Samhället
I Våmhus talas ännu dalmålet Våmhusmål. Orten är känd för sin korgflätning och för hårarbete. 
I byn finns en sommaröppen hembygdsgård Våmhus Gammelgård som drivs av ideella krafter där de lokala hantverken visas.
Det finnes ett bibliotek samt lanthandel med post- och apoteksombudsfunktion. Sedan 1950-talet finnes Våmhus Centralskola som undervisar till och med årskurs 6.
I slutet på 1980-talet fanns i byn 3 ICA-butiker, 1 Konsum-butik samt en bensinmack.[källa behövs] Den senare avvecklades 2009 och ombildades till lanthandel med post- och apoteksservice.
Sedan februari 2021 finns det återigen bensin och diesel att tillgå i byn, då Oljeorder i Mora, öppnade en automatstation i anslutning till Handlar'n  i Våmhus.

## Personer från orten
Eric Wickman (född som Martis Jerk) grundade det amerikanska bussbolaget Greyhound Lines, föddes i Våmhus den 7 augusti 1887.
Byggherren Anders Diös som grundade byggföretaget Diös kommer från byn Indor i Våmhus.